# TT71

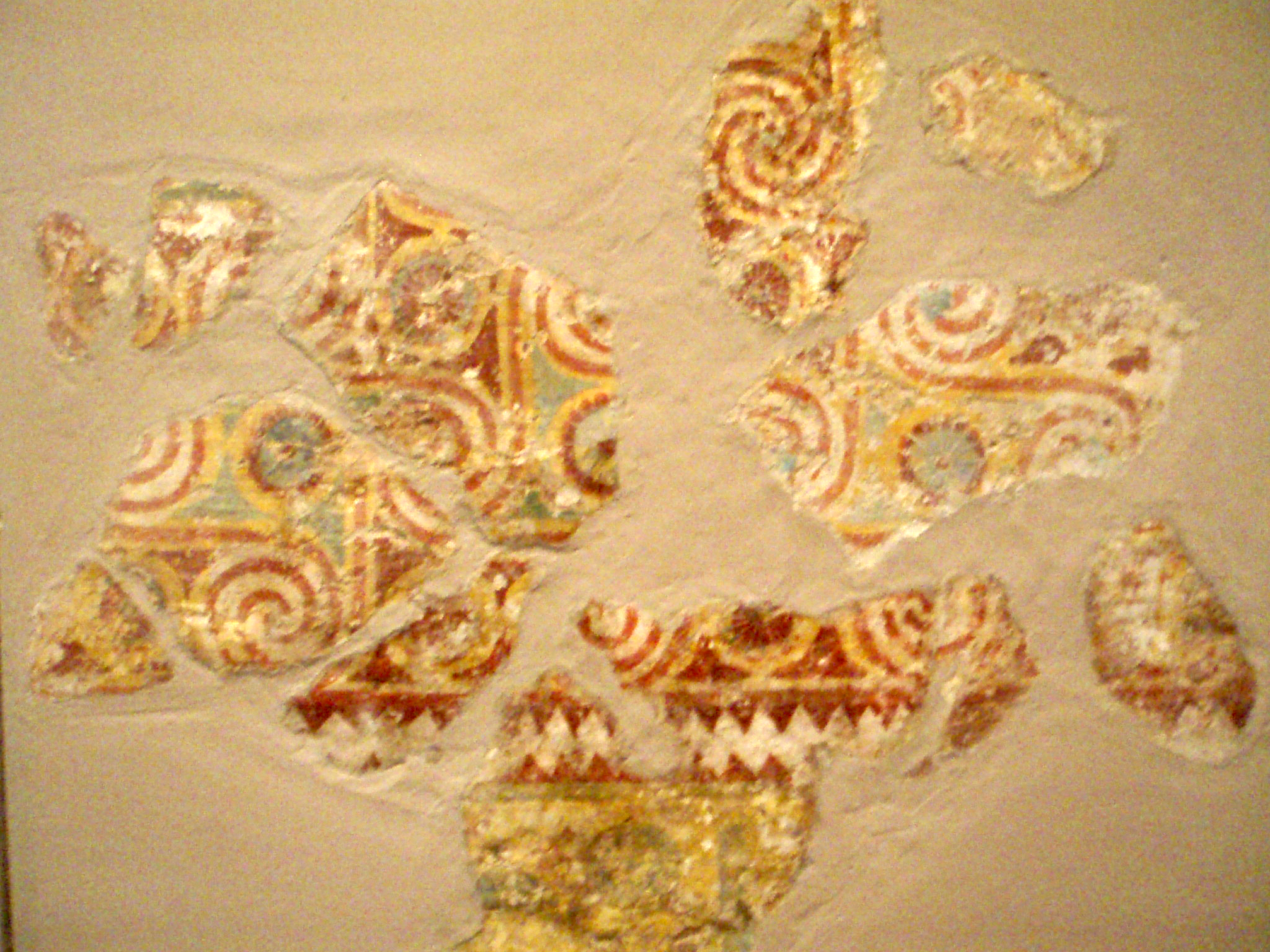
Deckenmalerei aus dem Grab

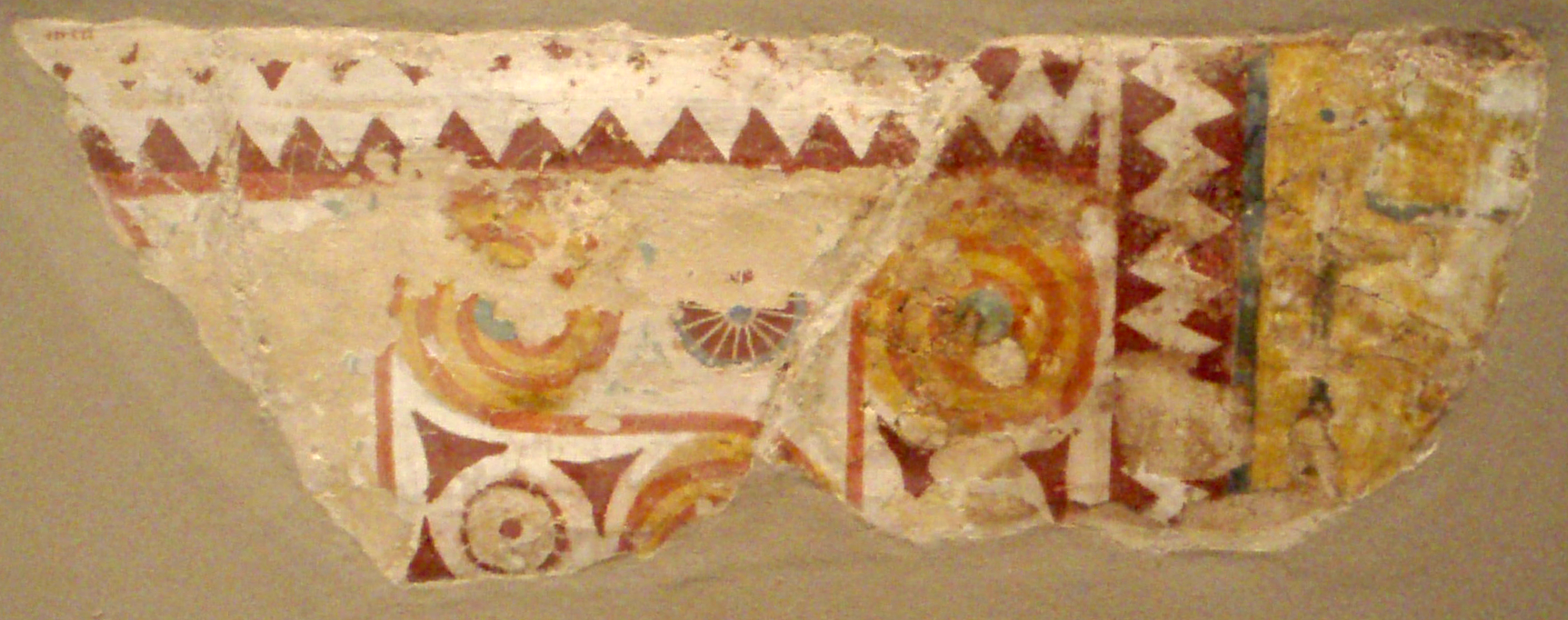
Deckenmalerei aus dem Grab

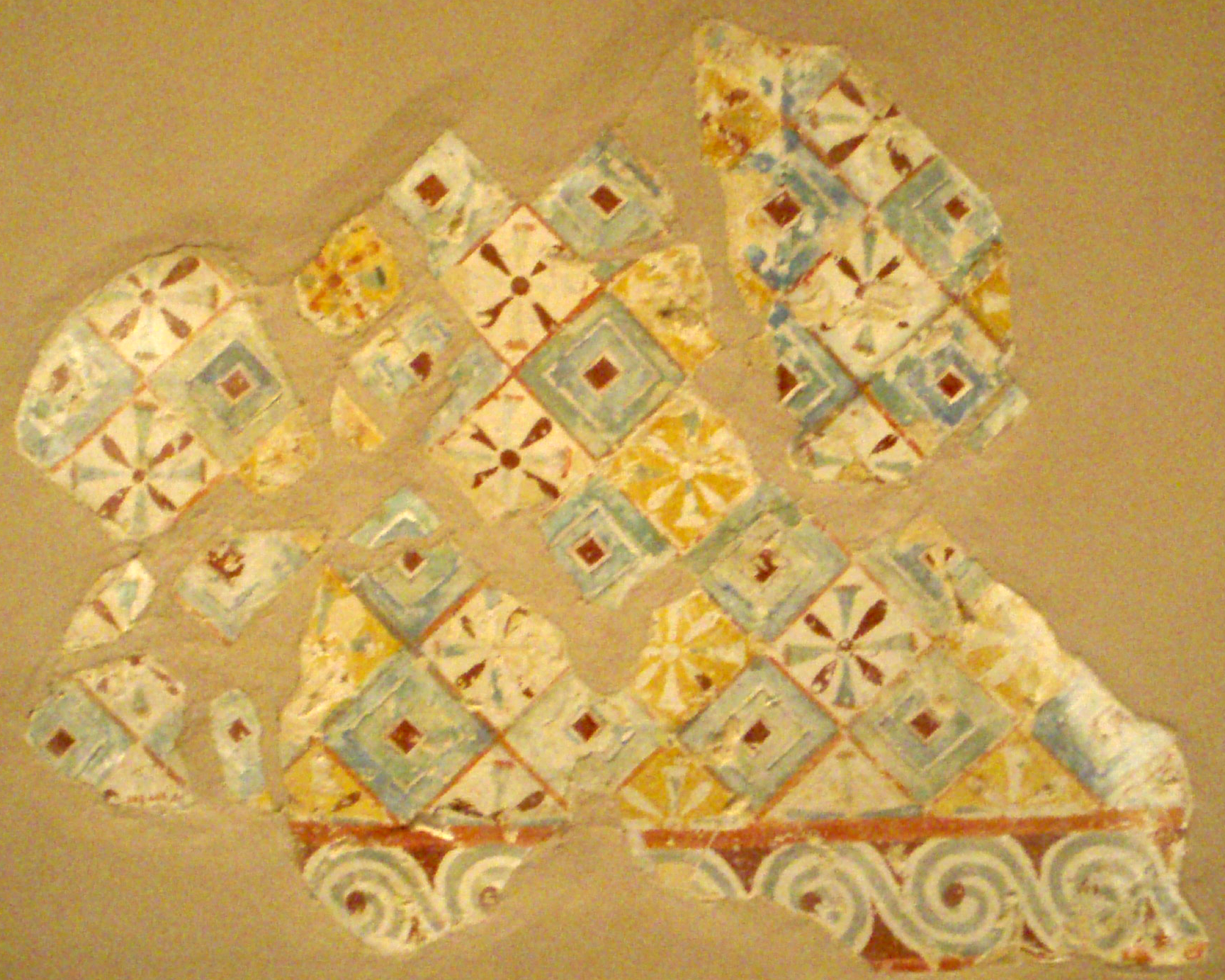
Deckenmalerei aus dem Grab

TT71 (Theban Tomb 71 – Theben, Grab 71) ist als Grabkapelle ein Teil des zweiteiligen Grabes des Haushofmeisters und Beamten Senenmut, der unter der ägyptischen Königin Hatschepsut eine besondere Rolle spielte. Vom Grabtyp entspricht die Grabkapelle den Ausführungen des Mittleren Reiches.

## Beschreibung
Die Grabkapelle liegt in der thebanischen Nekropole, dem Scheich Abd el-Qurna genannten Teil. Es hat einen T-förmigen Grundriss und gehört zu den größten Anlagen dieser Art. Im vorderen Teil befindet sich eine lange Querhalle mit acht Säulen und verschiedenen Nischen. Der hintere Teil ist ein langer Schlauch, der in einer weiteren Nische endet.
Hier war die Kultstelle der Grabanlage. Das Grab ist heute stark zerstört. Ein Großteil der einstigen Bemalung ist vollkommen verschwunden. Bemerkenswert ist die Darstellung von kretischen Tributbringern, die die frühste ihrer Art in Ägypten ist. Hier fand sich auch eine Scheintür, die Senenmut und seine Eltern zeigt.
Dieses Grab hat keine Grabkammer. Die Grabkammer des Senenmut fand sich an anderer Stelle (TT353), so dass es sich bei TT71 um eine Verehrungsstelle handelte, an der der Totenkult für den Beamten und seine Familie stattfinden konnte. Interessanterweise sind die Eltern des Senenmut auch in TT71 dargestellt und hatten ihr Grab, ohne eigenen Oberbau ganz in der Nähe. Das Motiv der „Elterndarstellung“ basiert auf gleichen Ausführungen in Gräbern des Mittleren Reiches.